# Lepisanthes browniana
Lepisanthes browniana là một loài thực vật có hoa trong họ Bồ hòn. Loài này được Hiern mô tả khoa học đầu tiên năm 1875.